# 黑暗的左手
《黑暗的左手》（英語：The Left Hand of Darkness）是美國作家娥蘇拉·勒瑰恩於1969年所著的科幻小說，属伊庫盟系列小說，獲1969年星云奖最佳长篇小说和1970年雨果奖最佳长篇小说。
故事敘述星際聯盟使者真力·艾來到終年嚴寒的格森星，試圖說服星球上的國家加入星際聯盟。書中描寫出一種沒有性別的獨特異星文化，並借此對性別、社會、生命等議題有深入探討。

## 劇情提要
格森（Gethen），又稱冬星，是一個氣候寒冷、生存嚴苛的行星。格森人乃雙性同體（androgyne），平時在生理上並無男女之分，但在每個月一次的卡瑪期（kemmer，意即發情期）中，會隨機分化為男性化或女性化狀態，事後除非女方懷孕，否則又會再恢復完全的雙性同體。由於卡瑪期中會變化為何種性別全無規則可循，一個格森人可能既是父親也是母親，因而形成格森社會的特有型態：其成員並無性別習性。
真力·艾（Genly Ai）是伊庫盟派遣至格森的機動使，目的是和格森星上的各國家締結平等盟約。伊庫盟的使者向來隻身前往，行事低調，避免讓新接觸的文明產生受到侵略的疑懼，使者的身分也往往因此受到質疑（來自宇宙的外星人怎會不帶領著星際艦隊、大張旗鼓地駕臨呢？）。真力首先造訪的卡亥德王國不信任他，在延宕兩年後，真力改而前往格森星上另一大國奧爾戈，先是受到熱烈歡迎，隨後卻捲入當地的政治衝突之中，淪為政治犯被關入勞改營中。
然而格森星上仍有相信真力的人。埃斯特梵（Estraven）是前卡亥德首相，曾為了協助真力，因而失寵於國王而遭放逐。他逃往奧爾戈後，仍繼續多方協助真力，甚至獨力從勞改營將他救出。埃斯特梵之所以盡力幫助這位伊庫盟使者，是因為他察覺到格森星的文明正發展到某種臨界點：即將發生首次國與國之間的大規模戰爭。藉由接觸一個更廣大的未知世界，或許可讓格森人重新省思自身，不再作無謂的衝突。

## 格森星背景設定
格森星人的生理
平均身高較地球人稍矮，擁有細密豐厚的頭髮和下斜眼。膚色大致介於黃褐與紅褐色之間，鼻梁高突、鼻頭窄且鼻腔狹細，適合呼吸冰凍的空氣。
格森星人本身並無二元化的特定性別，類似於雌雄同體。普遍的性週期約為二十六到二十八天，前二十一或二十二天為「瑣瑪」期，此時並無性徵。開始進入卡瑪期時，會有強烈的性衝動，但尚未出現性別分化。若接觸到同屬於卡瑪期的人，會開始轉為雄性化或雌性化，並使對方轉變為另一種性別角色。最後則是高峰階段「索卡瑪」，性驅力或性能力皆達到最高點，約維持二到五天後，會在數小時內回到「瑣瑪」期。
若雌性一方懷孕，接下來的懷孕期與哺乳期會維持雌性化，之後再度回到「瑣瑪」期。由於此種生理特性，子代歸算到母代一側，並稱呼母親為「肉身親代」。
成年人口中約有百分之三到四因為卡瑪期過於延長，導致內分泌失調，而使身體傾向於性分化的性別。他們被稱為是性異端，且無法生育。
可藉由激素類藥物控制卡瑪期間的分化性別偏向，也有抑制卡瑪期的藥物。
曆法與時間
現今的年度都被稱為「恆始年」，過去的上一年就是「去年」(one-ago)，將來的下一年則是「來年」(one-to-come)，年表輔以各種大事件，例如：國王治世、朝代傳承、地方領主等進行記述。一年共有十四個月份，按照月份分為四季：
冬季：一月到四月
春季：五月到七月
夏季：八月到十一月
秋季：十二月到十四月
每個月份有二十六日，這也照此區分成十三天份的半月。每月的各日皆有獨特的名稱，且大多與月亮盈虧相關。
每天分為十個時辰，粗略換算為地球時間如下：
第一時辰：正午到下午兩點半
第二時辰：下午兩點半到下午五點
第三時辰：下午五點到傍晚七點
第四時辰：傍晚七點到晚上九點半
第五時辰：晚上九點半到午夜
第六時辰：午夜到凌晨兩點半
第七時辰：凌晨兩點半到清晨五點
第八時辰：清晨五點到早晨七點
第九時辰：早晨七點到早上九點半
第十時辰：早上九點半到正午
氣候與生態環境
氣候極度嚴酷、寒冷的星球，被最初的觀察員稱為冬星。在較為寒冷的月份僅有除雪車、電動雪橇與冰船可通行，因此大部分貨運皆在夏季出發。
格森星人是星球上唯一雙性合體的物種。除了人類之外，沒有其他哺乳類動物，也沒有鳥類等具有飛行能力的生物。因此主要食物來源與蛋白質來自蛋類、核果、魚類和原產於瀚星的穀類。
科技發展
已使用電力機械逾三千年，使用電力交通工具與應用在農、工業等各式機械，且有足以發射強力訊號至星球軌道上的無線電波站。科技發展緩慢且並無任何飛行交通工具，主要以廣播傳達全國性的資訊。
社會結構
基礎社會單位為「部爐」，類似於擴充至同一宗族的血緣家庭結構，以方便互助的形式共同生活，孩童也由同一部爐的親族共同照顧。
此形式為適應都市型態，在部分城市建構了「島宅」，包含二十到兩百間私室與公共餐廳。城市裡約有四分之一到三分之一的成年人全職照顧、教育孩童。
宗教信仰
寒達拉：自萬年前傳承至今的某種宗教，但沒有機構、教士、階層與誓約。並無教義或指導原則，注重整體生命的共通處與連結。推崇絕頂的「無知」，遵行不主動、不干涉的原則。
幽梅許：奧爾戈推崇的國教，創教者為兩千多年前的織術師梅許，相信人類的超異之處等於他們的神聖性。
卡亥德王國
政治體制以國王和由其任命的國王之耳（類似於首相）作為中心，兼有國會、領主、市長、領地代表，整體政治權力較為分散，接近於擬似城邦的部落集結體。
各地的人們皆相當好客，無論是領主還是農夫，都樂意招待旅客食宿數天。整體而言性情較為暴烈、激情。在這些情緒的背後，亦包含古老的黑暗、被動性、無政府主義與沉默等特質。
奧爾戈共生地
「共生地」源於「共同進食」之意，「共生」一詞可代指整體國家至個體人民等。國民性格較為沉穩、缺乏好奇心與個人色彩，並且沉默寡言。
發展出統合的中央集權國家體制，由三十三個行政區組成，執政體系也由行政區的特首組成，包含立法與行政等權力。非常注重「國家化」的概念，超過一歲的孩子皆在共生部爐成長。宣揚每個人的起始點皆平等，因此沒有嫡傳身分與私人遺囑。
名義上所有人民接受雇於政府，而政府則必須為每一個人民找到工作。罪犯、無籍人士、貧民等將被收容至邊陲地帶的「勞動農莊」，實質仍等同於遭受監禁。
在此生活必不可少身分證明文件，否則無法通行於任何地方。

## 用語
習縛規色(Shifgrethor)
包含顏面、威望、地位、顯耀等模糊的概念，同時也是格森星人基礎的社會原則。個人可主動表達擱置「習縛規色」，等同於丟棄面子，請求他人坦白直言。
詞源來自於古語的「暗影」。
沙耳夫(Sarf)
奧爾戈共生地的秘密機構通稱，包含資訊的監管、警察、巡察官等等，用以管理國家安全和進行政治審查。
心念交談(Mindspeech)
一種通訊方式，必須自願接收與傳達。具有生理層次的基礎，卻是心理層次的實踐。需要具備抽象思考、多元社會互動、繁雜文化調控、靈性或倫理感知力等條件，才能達成心靈的串連。
與心念共振不同，交流仍以語言的形式進行，但是聽者可能會聽到與發語人不同的嗓音。
道晰(Dothe)
包含在寒達拉的修行當中，經由自發性與自我控制，使馭體內的「歇斯底里力」的現象，可以激發出超乎尋常的力量與耐力。道晰狀態結束後，會進入更長的「珊根」(黑色沉睡)狀態，需要大量睡眠及補充熱量。

## 中譯書目
- 《黑暗的左手》（修訂新版）洪凌譯，繆思出版社奇幻館書系，2011年（繁體，臺灣地區）

自第二章起，為彰顯格森星人並非二元性別，以「他」代指時皆有不同的標註
第一版：以黑體標示
第二版：以斜體標示
第三版：以標楷體標示
- 《黑暗的左手》陶雪蕾譯，四川科學技術出版社，世界科幻大師叢書，2009年（簡體，中國大陸）

## 外部連結
- 《黑暗的左手》（页面存档备份，存于）豆瓣頁面